# Турецька криниця (Гур'ївка)
Турецька криниця (Гур'ївка) — історичний пам'ятник XVIII століття у селі Гур'ївка Костянтинівської громади у Миколаївській області. Зруйнована внаслідок обстрілів росіян 10 та 12 березня 2022 року. Щойновиявлена пам'ятка архітектури.

## Історія

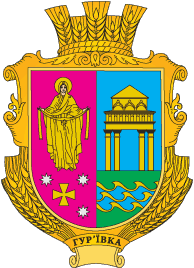
Турецька криниця на гербі села Гур'ївка

Над криницею було зведено кам'яний павільйон з пиляного ракушняка, який добувався в місцевому кар'єрі. Над квадратною в плані будовою — чотирьохскатний дах. За місцевою легендою, будували криницю турки.
Криниця зображена на гербі села Гур'ївка.
У криниці вода має особливий м'який смак. За традицією, випити її повинні молодята, щоб нащадки їх були багатими і здоровими. Цією ж водою поливають саджанці і кроплять нові садиби. В одному з історико-етнографічних нарисів Октябрини Ковальової, зібраних в книгу «Криниці-рятівниці», розповідається про турецьку криницю в Гур'ївці.
Дизайнер Олександр Єрмолаєв з Миколаєва, автор некомерційного проєкту MiniMisto, за допомогою LEGO-моделювання відтворив чимало пам'яток, зокрема і Турецьку криницю у Гур'ївці.